# Canon FT

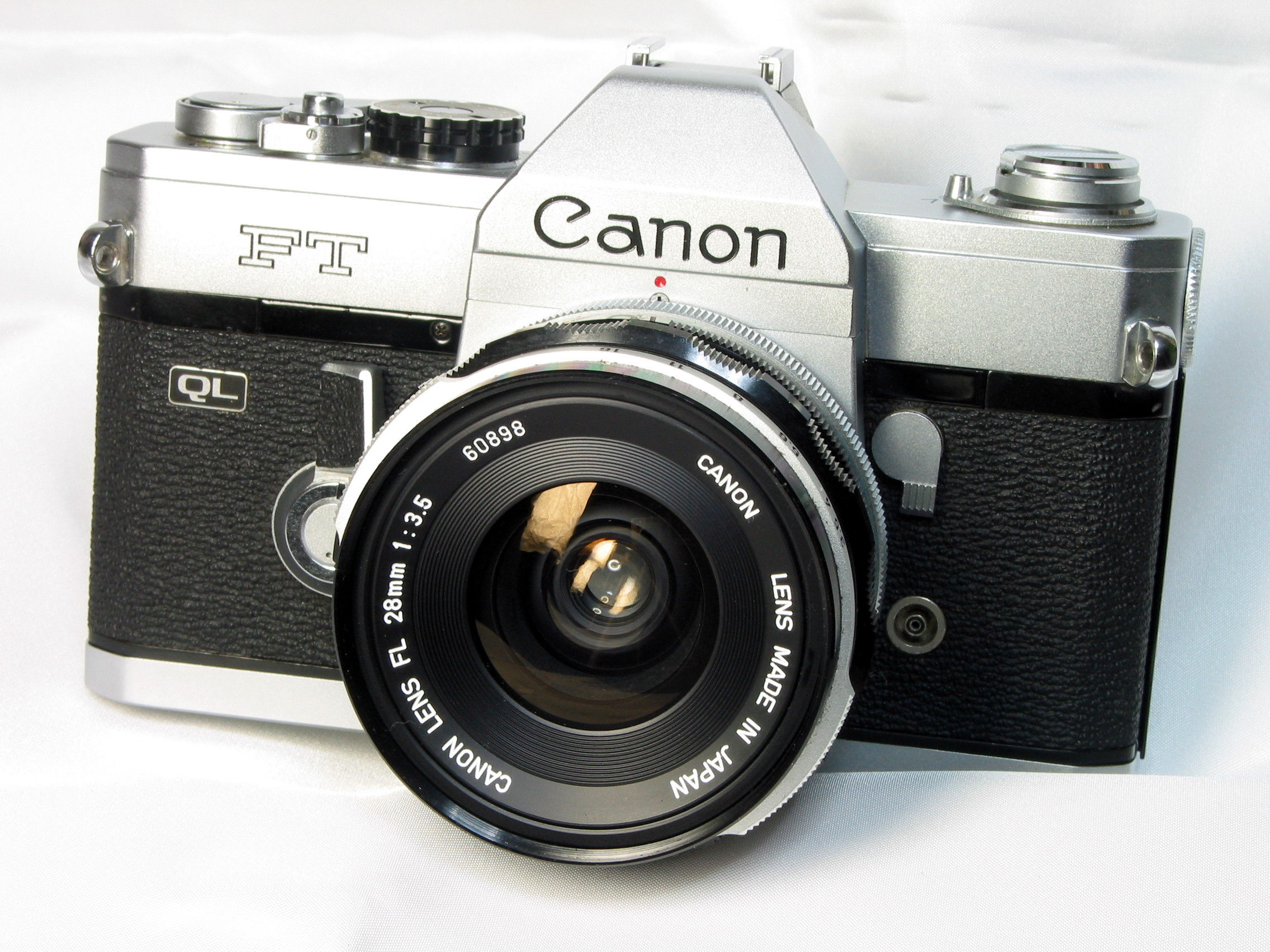
FT QL mit FL 28mm f/3.5

Die Canon FT QL war eine Kleinbild-Spiegelreflexkamera für das Canon FL-Bajonett, die modifizierte Version Canon FTb für das Canon FD-Bajonett. Von beiden Kameras gab es vereinfachte Versionen, das Pendant zur FT hieß Canon TL, das Pendant zur FTb zunächst Canon TLb, dann Canon TX.

## FT QL

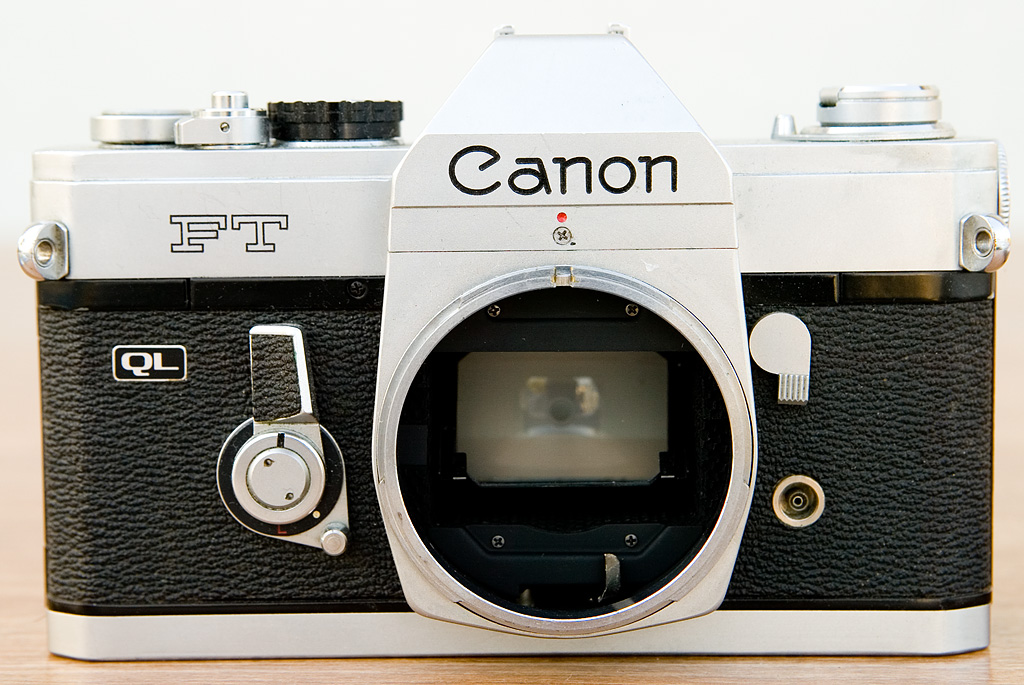
FT QL

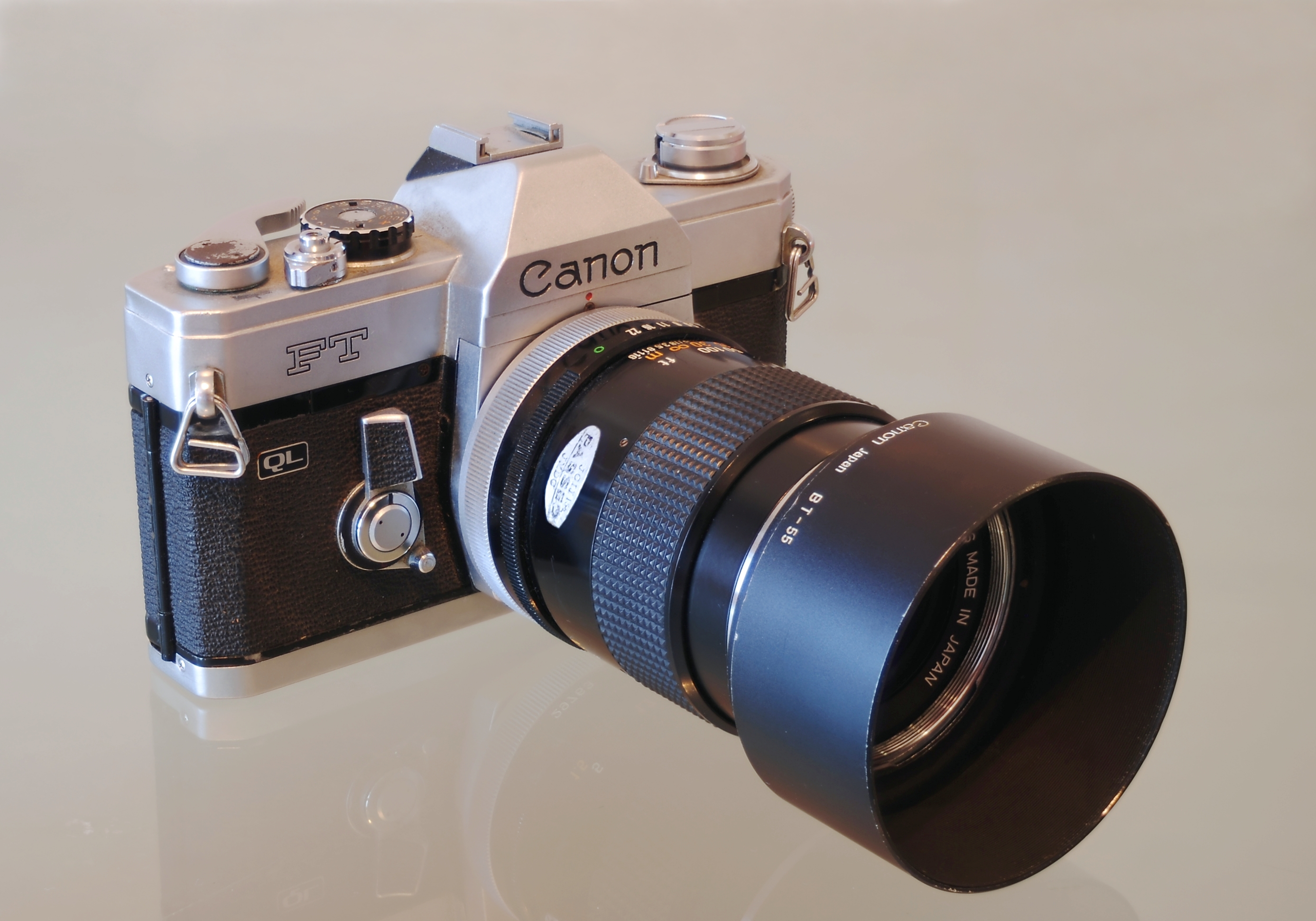
FT QL mit Canon FD 135mm f/3.5

### Zeitraum und Einordnung
Die Canon FT QL erschien im März 1966 und wurde mit Erscheinen des FD-Bajonetts von der FTb abgelöst.
Bei der FT-QL handelte es sich im Wesentlichen um eine Canon Pellix mit gewöhnlichen Schwingspiegel, anstelle des feststehenden teildurchlässigen Spiegels. Die Neuerungen, das Quickload-System und der Anschluss für den Booster erhielt die Pellix mit dem Übergang zur Pellix QL ebenfalls.

### Gehäuse
Die FT gehört zu den Kameras der F-Serie und baute entsprechend der Pellix auf dem Aluminium-Gehäuse der Canon FX auf.

### Sucher
Der fest eingebaute Prismensucher besaß eine Mattscheibe mit einem Mikroprismenring.

### Belichtungsmessung
Die Canon FT besaß entsprechend der Pellix eine Selektivmessung. Hierzu befand sich ein schräggestellter teildurchlässiger Spiegel in der Bildfeldlinse – diese Linse lag über der Mattscheibe im Sucher. Der Spiegel leitete die Lichtstrahlen auf einen in Blickrichtung der Kamera hinten liegenden Cds-Sensor. Der ausgekoppelte Bereich maß wie bei der Pellix 8 mm × 12 mm, dies entsprach ca. 12 % der Bildfläche und im Falle eines angesetzten Normalobjektivs ergab sich ein diagonaler Messwinkel von ca. 15°. Durch die Ausspiegelung war der Messbereich im Sucher als etwas dunklerere Fläche markiert.
Die Filmempfindlichkeit ließ sich am Verschlusszeitenrad zwischen ISO 25/15° und ISO 2000/34° einstellen. Der Messbereich reichte bei ISO 100/21° von 1⁄4 s bei f/1,2 bis 1⁄1000 s bei f/16.

#### Canon Booster

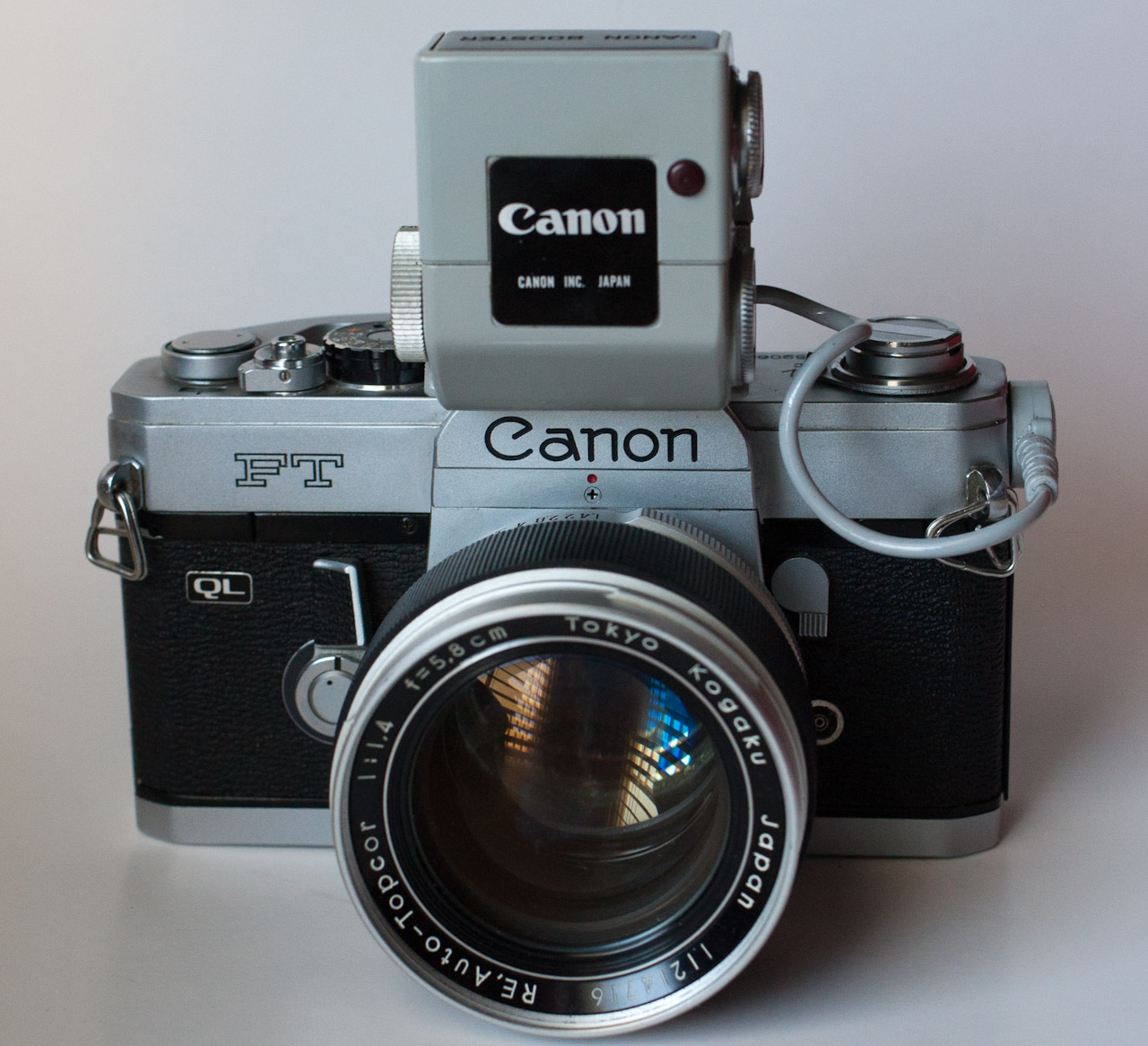
FT QL mit Canon Booster

Genauso wie an die Pellix QL konnte man den Canon Booster auch an die FT QL anschließen. Dabei musste aber in einem Fenster seines Verschlusszeitenrads der Buchstabe F für FT anstatt P für Pellix stehen, da der Lichtverlust durch den teildurchlässigen Spiegel entfiel. Aus dem gleichen Grund durfte man die Zeit 60 s nicht einstellen und wich der Messbereich ab. Dieser reichte bei ISO 100/21° und f/1,2 von 1⁄4 s bis 15 s.

### Verschluss
Da die FT im Gegensatz zur Pellix wegen ihres Schwingspiegel nicht auf einen Metallverschluss angewiesen war, behielt sie den von der FX bekannten, horizontal ablaufenden Tuchverschluss bei, dessen Zeitenrad man auf B/T, von 1 s bis zu 1⁄1000 s und auf „X“ für die Blitzsynchronisierung einstellen konnte.
Den Spiegel konnte man entsprechend der FX mit einem Hebel in Kamerablickrichtung links vom Bajonett manuell hochklappen. Dies war auch vor dem Ansetzen des Superweitwinkelobjektivs erforderlich.

### Stromversorgung
Die FT benötigte eine PX 625-Batterie für den Belichtungsmesser. Alle anderen Funktionen der Kamera benötigten keinen Strom. Dieser Batterietyp, der mehr als 25 mg Quecksilber enthält, wurde in der EU ab 1992 verboten. Die Belichtungsmessung war jedoch auf die exakten 1,35 V Spannung angewiesen und funktionierte mit einer 1,5 V-Knopfzelle nicht einwandfrei. Auch eine Korrektur über eine andere Einstellung der Filmempfindlichkeit war sehr ungenau, weil die Spannung der 1,5 V-Batterien während der Lebensdauer ständig abfällt. Als Lösung konnten elektronische Umbauten mit exakter Spannungsregelung verwendet werden oder einfach eine Zink-Luft-Batterie, die mit 1,4 V nur wenig abweicht und eine konstante Spannung beibehält. Zink-Luft-Batterien sind zwar nach der Aktivierung meist nur eine Woche brauchbar, aber im Hörgeräte-Bedarf sehr preiswert zu bekommen.
Der Batterietest ging noch recht umständlich vonstatten: Man musste zuerst die Filmempfindlichkeit auf ISO 100/21° und das Verschlusszeitenrad auf X stellen, dann konnte man in der Stellung C des Hauptschalters, der um die Rückspulkurbel herum lag, einen Ausschlag am Zeiger des Belichtungsmessers beobachten, der bis zu einer Indexmarkierung reichen musste.

## FTb

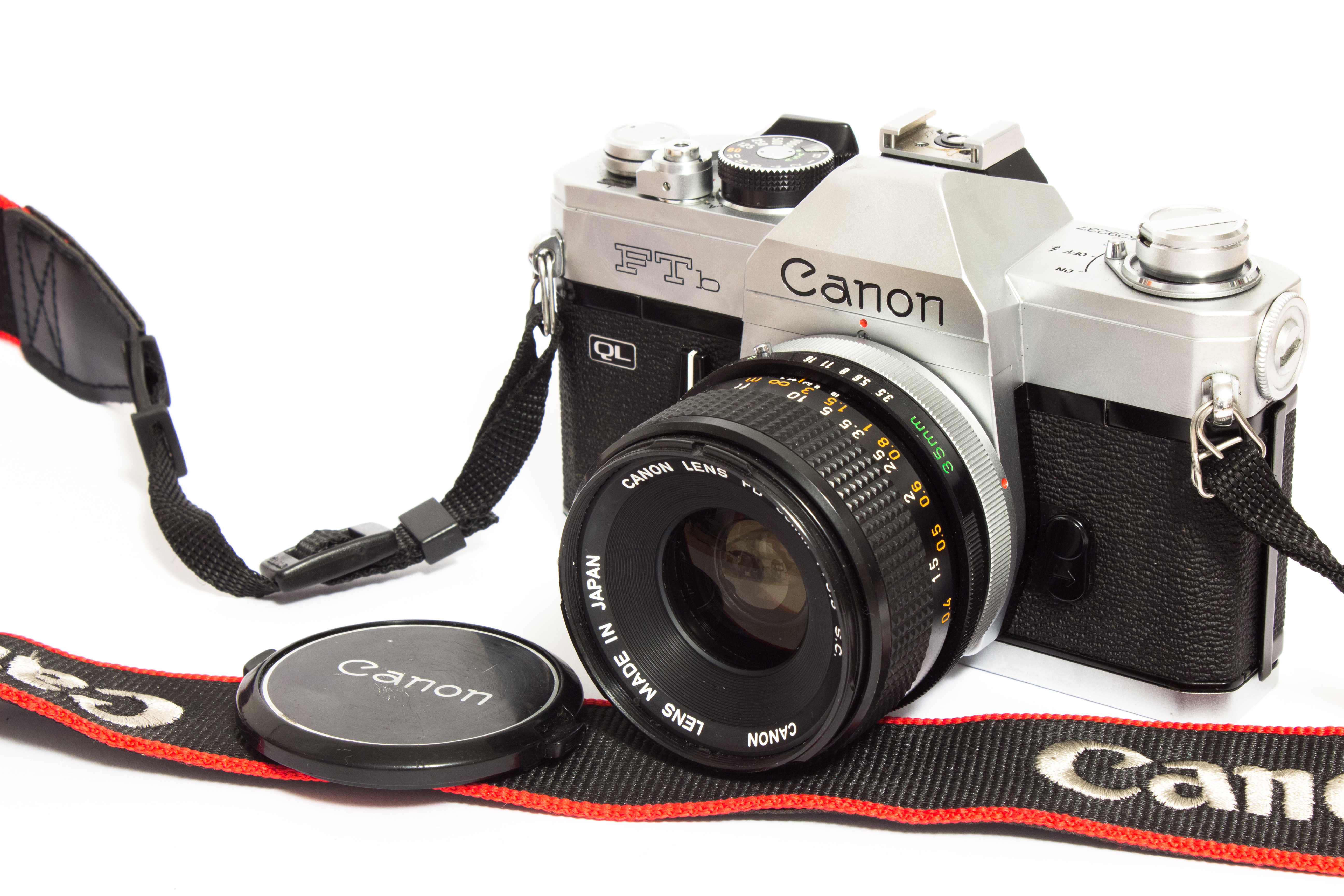
FTb QL

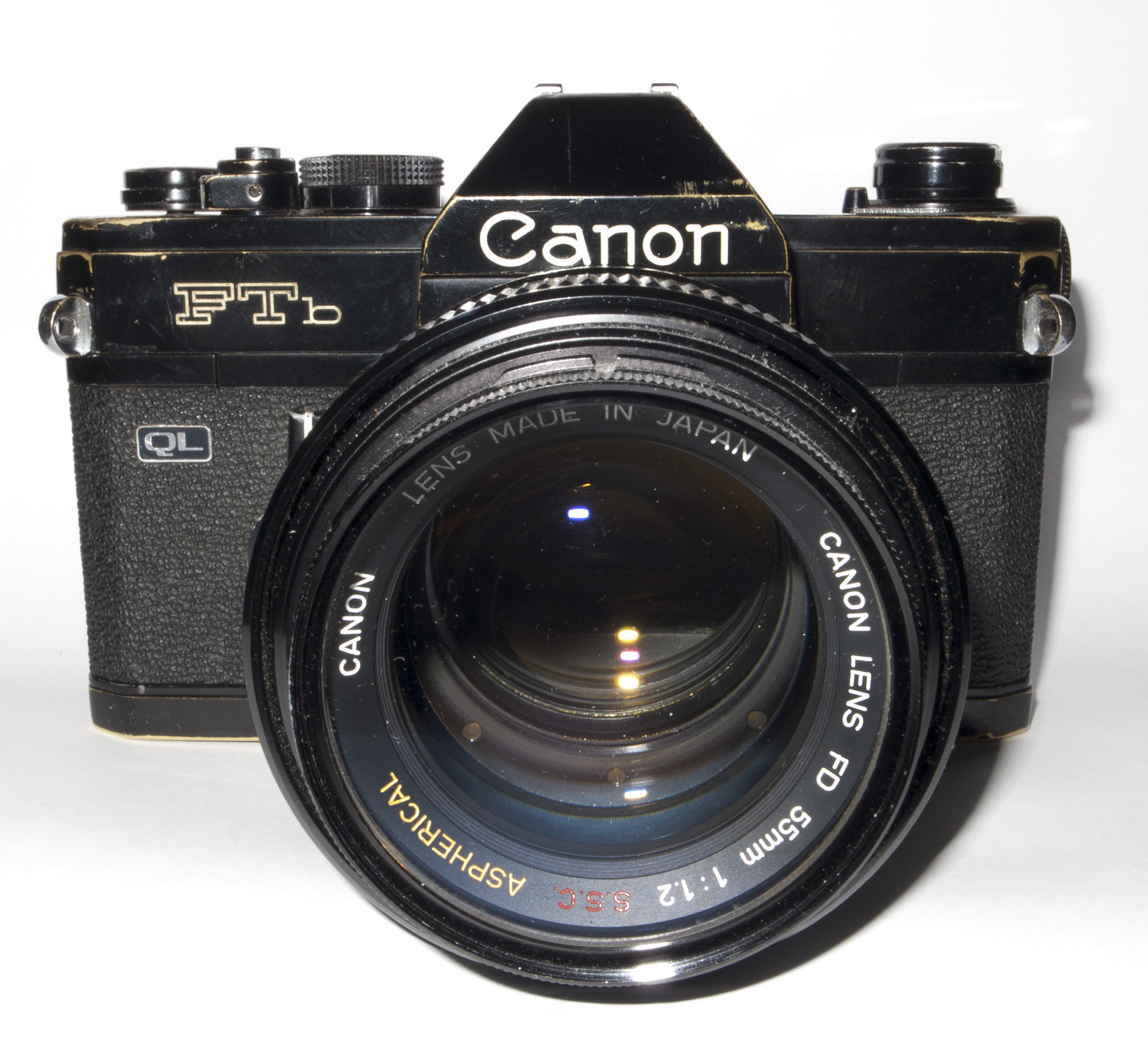
FTbN QL schwarz

### Zeitraum
Die FTb ist eine Weiterentwicklung mit Offenblendmessung. Canon stellte sie gemeinsam mit dem neuen für Offenblendmessung ausgegten FD-Bajonett im März 1971 vor. Abgelöst wurde die Kamera 1976 von der ebenfalls mit Nachführzeiger ausgestatteten Canon AT-1, und der halbautomatischen Canon AE-1, mit der dann eine Belichtungsautomatik zum Standard in der Preisklasse gehörte.
Die FTb wurden mit 1,408 Mio. Kameras zur meistgebauten Canon-Spiegelreflexkamera, bis die AE-1 diese Zahl rasch überbot.

### Das Filmeinlegen
Im späteren Verlauf der Produktion wurde aus Kostengründen auf das an sich einwandfrei funktionierende Schnellladesystem und damit auch auf die Buchstaben QL verzichtet.

### CAT-Blitzautomatik
Die FTb konnte mit der CAT-Blitzautomatik zusammenarbeiten. Dazu war das Blitzgerät Speedlite 133 D und das passende Objektiv mitsamt Blitzkoppler erforderlich. Genau wie bei der Canon F-1 und im Gegensatz zur Canon EF führte das CAT-System nur zu einer halbautomatischen Steuerung, da keine Blendenübertragung von der Kamera auf das Objektiv existierte.
Für den Betrieb war der Belichtungsmesser auszuschalten. Dann bewegte das Blitzgerät über die Zusatzkontakte im Blitzschuh den sonst von Helligkeit und Verschlusszeit beeinflussten Zeiger im Sucher. Und der vom eingestellten Blendenwert abhängige Zeiger war nachzuführen. Das Blitzgerät bekam die Entfernungseinstellung vom Blitzkuppler am Objektiv übermittelt und berücksichtigte auch den Ladezustand seines Kondensators. Deswegen fiel der Zeiger nach dem Blitzen und stieg erst langsam wieder nach oben.

### Modifikationen
Die FTb erfuhr im Juli 1973 einige Modifikationen, im Sucher unten links wurde die eingestellte Verschlusszeit eingespiegelt und es kam zu einigen Design-Änderungen. Der Transporthebel erhielt ein Kunststoff-Griffstück, der Auslöser wurde länger und der Abblendhebel kleiner gestaltet.

## TL

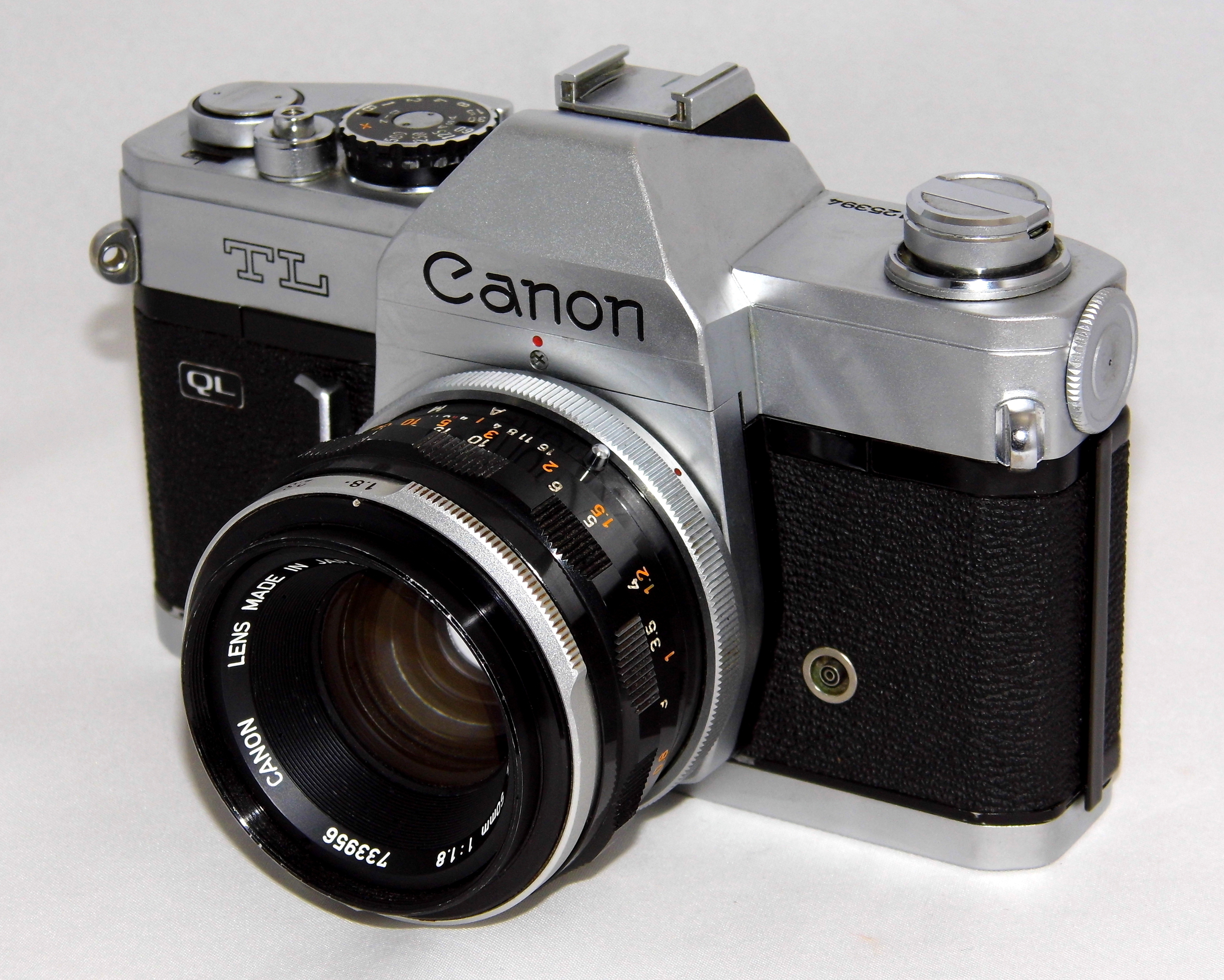
TL

### Zeitraum
Die Canon TL ergänzte im Februar 1968 das Spiegelreflex-Programm, es gab sie aber nicht auf dem japanischen Markt.

### Unterschiede zur FT QL
Die wesentlichen Unterschiede betrafen die Verschlusszeiten, welche nur noch bis zu 1⁄500 s reichten, den fehlenden Selbstauslöser und den nicht arretierbaren Spiegel. Diese Merkmale kamen seinerzeit häufig bei abgemagerten Kameras vor. Außerdem arbeitete der Belichtungsmesser mit einer mittelbetonten Integral- anstatt der Selektivmessung, infolgedessen fehlte im Sucher auch das Rechteck für den Messbereich, und man konnte keinen Booster anschließen. Das Quickload-System fehlte zumeist, es sind aber einige TL damit im Umlauf gekommen.

## TLb / TX

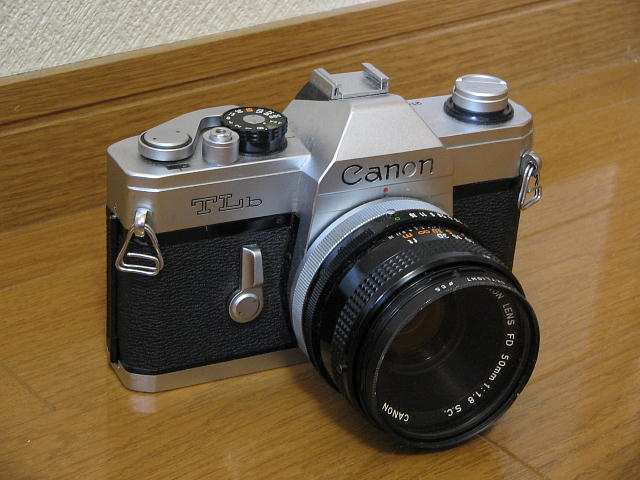
TLb

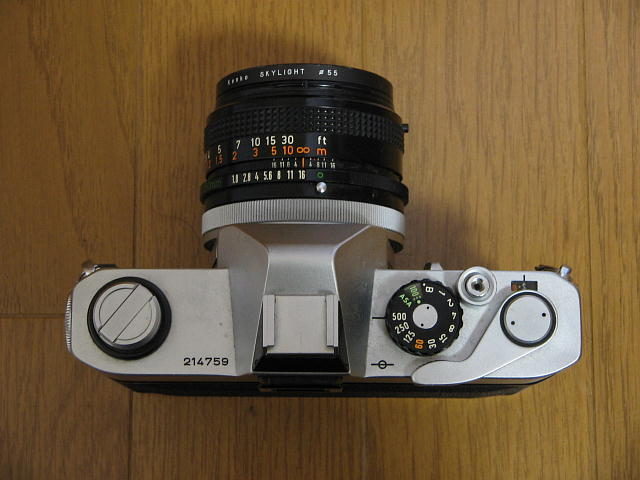
TLb, Gehäusedeckel

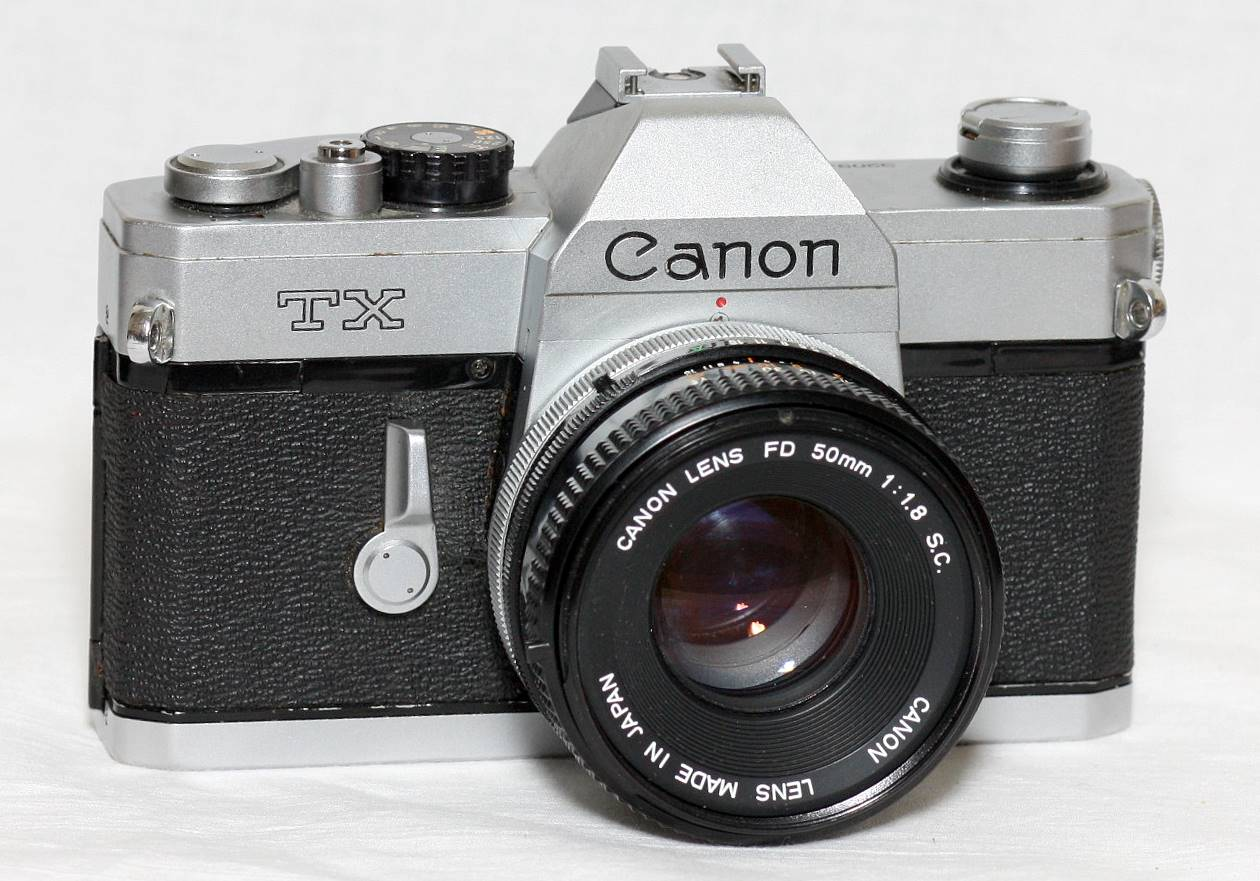
TX

### Zeitraum
Die TLb erschien im September 1974 und wurde im März 1975 in TX umbenannt. Die Canon AT-1 löste sie als das preisgünstigste Modell der A-Serie 1976 ab. Die AT-1 verfügte, im Gegensatz zur AE-1, über ein Nachführsystem anstelle einer halbautomatischen Belichtungssteuerung.

### Unterschiede zur FTb
TLb und TX unterschieden sich nur im Zubehörschuh, der bei der TLb keinen elektrischen Kontakt besaß und bei der TX einen gewöhnlichen Blitzauslösekontakt, aber ohne die Zusatzkontakte für das CAT-System.
Entsprechend dem Vorgänger TL verzichtete man auch bei der TLb auf 1⁄1000 s Belichtungszeit, Selektivmessung, Selbstauslöser und Spiegelarretierung. Die Verschlusszeit war nicht in den Sucher eingespiegelt.